# 大學公園 (特拉華州)
大學公園（英語：Cleland Heights）是位於美國特拉華州紐卡斯爾縣的一個非建制地區。該地的面積和人口皆未知。

## 地理
大學公園的座標為39°40′25″N 75°46′09″W / 39.67361°N 75.76917°W，而該地的平均海拔高度為36米（即118英尺）。